# Locomotiva DRG 80
La locomotiva serie 80 della Deutsche Reichsbahn era una locotender a vapore di tipo unificato, costruita per il servizio di manovra pesante nei grandi scali.
Le locomotive furono costruite in 39 esemplari nel 1927–28 e assegnate in servizio nei nodi ferroviari di Colonia e Lipsia.
Dopo la seconda guerra mondiale, 17 esemplari andarono alla DB occidentale, e 22 esemplari alla DR orientale. Furono poste fuori servizio negli anni sessanta, anche se alcune unità rimasero in servizio fino al 1977 su alcuni raccordi industriali nella regione della Ruhr.